# Jean Paul de Gua de Malves
Jean Paul de Gua de Malves (Carcassona, 1713 – Paris, 2 de junho de 1785) foi um matemático francês conhecido por seus trabalhos em geometria analítica.